# Sindagma (stacja metra)
Sindagma (ngr. Σύνταγμα) – stacja metra ateńskiego, będąca ważnym punktem węzłowym pomiędzy linią 2 (czerwoną) i linią 3 (niebieską). 
Otwarta 28 stycznia 2000 r. . Usytuowana pod placem Syntagma (Konstytucji), gdzie podczas prac konstrukcyjnych natrafiono na pozostałości antyczne, eksponowane na miejscu (podobnie jak na stacji Akropolis). 
Możliwa jest z niej przesiadka na miejskie tramwaje, które mają tam swą pętlę.